# Clarias buthupogon
Clarias buthupogon är en fiskart som beskrevs av Sauvage, 1879. Clarias buthupogon ingår i släktet Clarias och familjen Clariidae. IUCN kategoriserar arten globalt som livskraftig. Inga underarter finns listade i Catalogue of Life.